# Shmuel Toledano
Pour les articles homonymes, voir Toledano (homonymie).
Shmuel Toledano (en hébreu : שמואל טולידאנו ; né le 16 janvier 1921 à Tibériade et mort le 30 décembre 2022) est un ancien directeur adjoint du Mossad de 1964 à 1966 et un homme politique israélien qui a été membre de la Knesset pour le Mouvement démocratique pour le changement puis pour le Shinouï de 1977 à 1981.

## Biographie
Shmuel Toledano nait à Tibériade au tout début du mandat britannique. Il est élevé dans une famille de notables religieux installés depuis cinq générations en Palestine et grandit dans l'atmosphère d'une société mixte arabo-juive et fait ses études au Scottish College de Safed qui était à l'époque une pension juive et arabe. Il rejoint l'Armée de défense d'Israël dès 1949 qu'il quittera comme major. 
Il devient directeur adjoint du Mossad de 1956 à 1963, sous la direction d'Isser Harel. Il supervise notamment l'Opération Mural, pendant l'été 1961, pour évacuer clandestinement 530 enfants juifs du Maroc vers Israël. Cette opération fut un prélude à l'Opération Yakhin, beaucoup plus large, mise en œuvre entre 1962 et 1964, qui évacue près de 80 000 Juifs du Maroc vers Israël via la France et l'Italie. Il est conseiller des premiers ministres pour les affaires palestiniennes entre 1965 et 1977. Il est membre de la 9e Knesset de 1977 à 1981 pour le Mouvement démocratique pour le changement puis pour le Shinouï. Il reçoit en 1999, la médaille du Mont Zion pour la paix.